# Wilhelm Busch (Instrumentenbauer)
Wilhelm Busch (* 31. Juli 1861 in Erndtebrück; † 9. April 1929 in Bochum) war ein deutscher Instrumentenbauer.

## Leben und Wirken
Wilhelm Busch war gelernter Tischler. Eigentlich wollte er Musiker werden, hatte aber keine Möglichkeit, sich ausbilden zu lassen. Deshalb brachte er sich selber das Geigespielen bei.
1889 heiratete er Henriette Schmidt aus Buschhütten und hatte mit ihr sieben Kinder: Fritz, Adolf, Willi, Elisabeth, Hermann, Heinrich und Magdalene. Mit seinen Söhnen übte und musizierte er viel zu Hause. Daneben trat er mit ihnen auch in Gaststätten und bei Festen auf. Vier der Söhne wurden später Musiker.
Von 1899 bis 1902 hatte er in Siegen am Marburger Tor ein Geschäft für Musikinstrumente. Er baute Celli und Geigen und reparierte nebenbei noch Musikinstrumente aller Art.
1902 zog er nach Siegburg und im März 1907 nach Köln, da seine Kinder an der dortigen Hochschule für Musik studierten. Dort betrieb er am Heumarkt 18 einen Handel für Streichinstrumente. Nebenbei arbeitete er noch als Restaurator am Musikhistorischen Museum von Wilhelm Heyer in Köln. 
Ab 1914 wohnte er in Duisburg und 1920 zog er nach Bochum, wo er neun Jahre später starb.